# Vieille maison de Nenad Stojadinović à Milatovac
La vieille maison de Nenad Stojadinović à Milatovac (en serbe cyrillique : Стара кућа Ненада Стојадиновића у Милатовцу ; en serbe latin : Stara kuća Nenada Stojadinovića u Milatovcu) se trouve à Milatovac, dans la municipalité de Žagubica et dans le district de Braničevo, en Serbie. Elle est inscrite sur la liste des monuments culturels protégés de la République de Serbie (identifiant no SK 826).

## Présentation
Située à proximité du centre du village, la maison a été construite au début du XXe siècle ; elle est caractéristique des maisons de type « moravien » développé.
Orientée vers l'ouest, elle est de plan rectangulaire et mesure 10,25 m sur 6. Elle repose sur des fondations en pierres concassées tandis que les murs sont construits selon la technique des colombages avec un remplissage composite fait de poutres en chêne ; à l'extérieur comme à l'intérieur, ces murs sont enduits de boue et blanchis ; le toit à quatre pans est recouvert de tuiles.
L'espace intérieur est organisé de manière traditionnelle. À l'ouest, un long porche-galerie avec des arcades moraviennes donne accès à deux entrées, dont l'une ouvre sur une grande pièce et l'autre sur la « kuća », c'est-à-dire la « maison » au sens restreint du terme, ainsi que sur une pièce plus petite. La « kuća » abrite un foyer ouvert avec des chaînes en fer. Le sol de toutes les pièces est en terre.